# Fabrice Guy
Fabrice Jean-Marie Guy (Pontarlier, 30 de diciembre de 1968) es un deportista francés que compitió en esquí en la modalidad de combinada nórdica. 
Participó en cuatro Juegos Olímpicos de Invierno, entre los años 1988 y 1998, obteniendo dos medallas, oro en Albertville 1992, en el trampolín normal + 15 km, y bronce en Nagano 1998, en la prueba por equipo (junto con Sylvain Guillaume, Nicolas Bal y Ludovic Roux).
Ganó dos medallas en el Campeonato Mundial de Esquí Nórdico, plata en 1991 y bronce en 1997.

## Palmarés internacional
| Juegos Olímpicos   | Juegos Olímpicos       | Juegos Olímpicos  | Juegos Olímpicos         |
| Año                | Lugar                  | Medalla           | Prueba                   |
| ------------------ | ---------------------- | ----------------- | ------------------------ |
| 1992               | Albertville (Francia)  | Medalla de oro    | TN + 15 km individual    |
| 1998               | Nagano (Japón)         | Medalla de bronce | TN + 4 × 5 km por equipo |
| Campeonato Mundial |                        |                   |                          |
| Año                | Lugar                  | Medalla           | Prueba                   |
| 1991               | Val di Fiemme (Italia) | Medalla de plata  | TN + 3 × 5 km            |
| 1997               | Trondheim (Noruega)    | Medalla de bronce | TN + 15 km individual    |